# 3718 Dunbar
3718 Dunbar eller 1978 VS10 är en asteroid i huvudbältet som upptäcktes den 7 november 1978 av de båda amerikanska astronomerna Eleanor F. Helin och Schelte J. Bus vid Palomarobservatoriet. Den är uppkallad efter astronomen R. Scott Dunbar.
Asteroiden har en diameter på ungefär 7 kilometer.